# Winterthur Warriors 2024
Questa voce raccoglie le informazioni riguardanti i Winterthur Warriors nelle competizioni ufficiali della stagione 2024.

## Lega Nazionale A 2024

### Stagione regolare
| Coira 24 marzo 2024, ore 14:00 1ª giornata | Calanda Broncos | 21 – 3 referto | Winterthur Warriors | Obere Au\| Arbitro: \| Fouillet \| |
| Arbitro:                                   | Fouillet        |                |                     |                                    |

| Winterthur 30 marzo 2024, ore 18:00 2ª giornata | Winterthur Warriors | 21 – 33 referto | Thun Tigers | Sportplatz Deutweg\| Arbitro: \| Vogel \| |
| Arbitro:                                        | Vogel               |                 |             |                                           |

| Witikon 14 aprile 2024, ore 14:30 4ª giornata | Zürich Renegades | 32 – 14 referto | Winterthur Warriors | Sportplatz Looren\| Arbitro: \| Strähl \| |
| Arbitro:                                      | Strähl           |                 |                     |                                           |

| San Gallo 27 aprile 2024, ore 18:00 6ª giornata | Sankt Gallen Bears | 35 – 22 referto | Winterthur Warriors | Leichtathletikanlage Neudorf\| Arbitro: \| Herrmann \| |
| Arbitro:                                        | Herrmann           |                 |                     |                                                        |

| Winterthur 20 maggio 2024, ore 14:30 9ª giornata | Winterthur Warriors | 16 – 6 referto | Bern Grizzlies | Sportplatz Deutweg\| Arbitro: \| Birnbaum \| |
| Arbitro:                                         | Birnbaum            |                |                |                                              |

| Winterthur 25 maggio 2024, ore 18:00 10ª giornata | Winterthur Warriors | 7 – 26 referto | Sankt Gallen Bears | Sportplatz Deutweg\| Arbitro: \| Herrmann \| |
| Arbitro:                                          | Herrmann            |                |                    |                                              |

| Winterthur 1º giugno 2024, ore 18:00 11ª giornata | Winterthur Warriors | 35 – 34 referto | Zürich Renegades | Stadion Schützenwiese\| Arbitro: \| Waldburger \| |
| Arbitro:                                          | Waldburger          |                 |                  |                                                   |

| Winterthur 8 giugno 2024, ore 18:00 12ª giornata | Winterthur Warriors | 12 – 29 referto | Calanda Broncos | Sportplatz Deutweg\| Arbitro: \| Strähl \| |
| Arbitro:                                         | Strähl              |                 |                 |                                            |

| Ginevra 16 giugno 2024, ore 14:30 13ª giornata | Geneva Seahawks | 23 – 12 referto | Winterthur Warriors | Centre Sportif de Vessy\| Arbitro: \| Ducommun \| |
| Arbitro:                                       | Ducommun        |                 |                     |                                                   |

| Basilea 22 giugno 2024, ore 18:00 14ª giornata | Gladiators Beider Basel | 14 – 52 referto | Winterthur Warriors | Stadion Rankhof\| Arbitro: \| Fouillet \| |
| Arbitro:                                       | Fouillet                |                 |                     |                                           |

## Statistiche di squadra
| Competizione      | %Vittorie | In casa | In casa | In casa | In casa | In casa | In casa | In trasferta | In trasferta | In trasferta | In trasferta | In trasferta | In trasferta | Totale | Totale | Totale | Totale | Totale | Totale |
| Competizione      | %Vittorie | G       | V       | N       | P       | Pf      | Ps      | G            | V            | N            | P            | Pf           | Ps           | G      | V      | N      | P      | Pf     | Ps     |
| ----------------- | --------- | ------- | ------- | ------- | ------- | ------- | ------- | ------------ | ------------ | ------------ | ------------ | ------------ | ------------ | ------ | ------ | ------ | ------ | ------ | ------ |
| Stagione regolare | .300      | 5       | 2       | 0       | 3       | 91      | 128     | 5            | 1            | 0            | 4            | 103          | 125          | 10     | 3      | 0      | 7      | 194    | 253    |
| Totale            | .300      | 5       | 2       | 0       | 3       | 91      | 128     | 5            | 1            | 0            | 4            | 103          | 125          | 10     | 3      | 0      | 7      | 194    | 253    |